# Ephies notabilis
Ephies notabilis là một loài bọ cánh cứng trong họ Cerambycidae.